# Littérature française du XVIe siècle
La littérature française du XVIe siècle est marquée par l’établissement de la langue française comme une grande langue littéraire et par d’importants créateurs qui fondent les principaux genres de la littérature moderne en France avec François Rabelais ou Hélisenne de Crenne pour la prose littéraire, Pierre de Ronsard et Joachim Du Bellay pour la poésie, Michel de Montaigne pour la littérature d'idées ou Robert Garnier et Étienne Jodelle pour le théâtre. 
Elle s’inscrit dans un siècle de transformations multiples et fondamentales, dans tous les domaines (croyances religieuses, démarches intellectuelles, sciences et techniques, découvertes géographiques, transformations politiques…) qu'expriment les termes de « Renaissance », « Humanisme » et de l'époque moderne.

## Contexte
- Le XVIe siècle est le siècle de la période historique de la Renaissance, une période d’aspirations nouvelles dans tous les domaines, en réaction contre l’ascétisme, le mysticisme, les idées et les mœurs du Moyen Âge, ainsi on enseigne depuis le XIIIe siècle dans les universités européennes la rotondité de la Terre (théorie d’Ératosthène). Les voyages de Vasco de Gama, Christophe Colomb ou Fernand de Magellan offrent des horizons nouveaux. Cela bouleverse les représentations du monde, ainsi que les échanges tant culturels que commerciaux, même si la preuve de l’héliocentrisme apportée par Nicolas Copernic en 1543 ne sera pratiquement pas connue avant les années 1630, et n’a eu aucune influence au XVIe siècle.Guillaume Budé, portrait par Jean Clouet (1536).

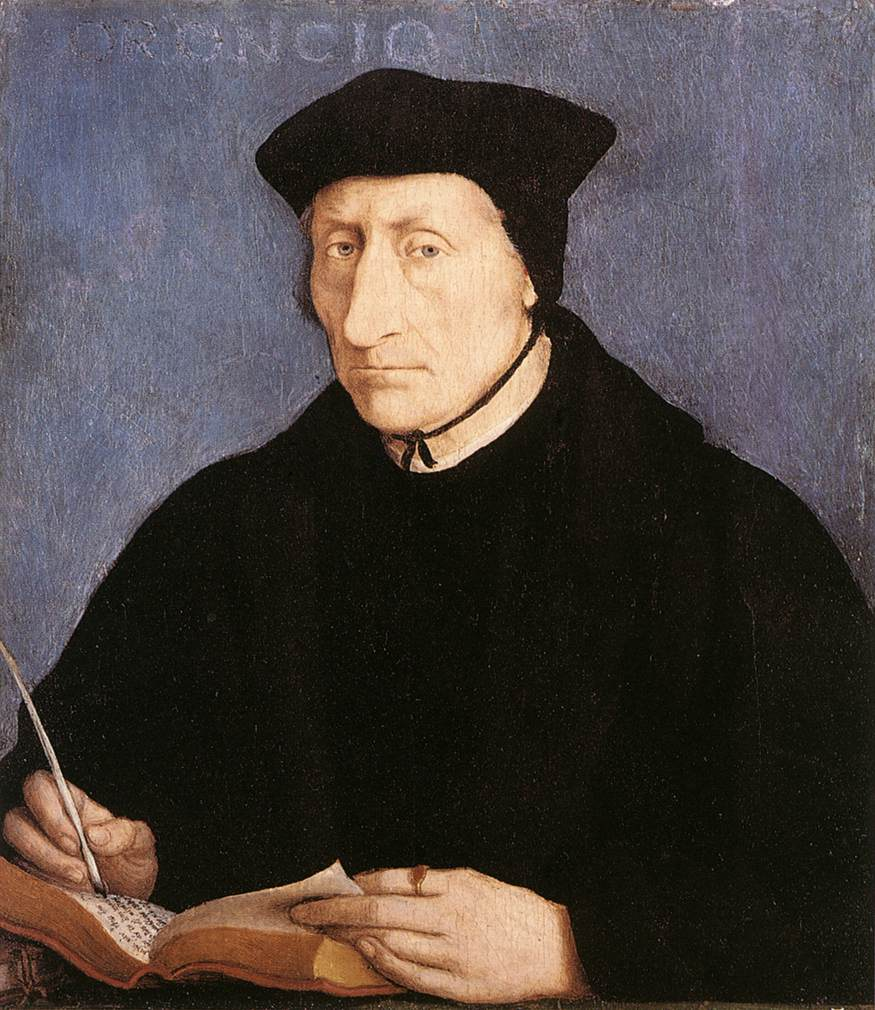
Guillaume Budé, portrait par Jean Clouet (1536).

- Dans le domaine technologique, l’imprimerie à caractères métalliques, « sœur des Muses et dixième d’elles » (Joachim Du Bellay) inventée par Johannes Gutenberg et sa première impression en série de la Bible vers 1453 permet l’essor du livre : celui-ci va diffuser la culture antique comme les œuvres modernes, et bouleverser les approches intellectuelles.
- L'esprit de la Renaissance va naître dans l’Italie de la période du Quattrocento : la chute de Constantinople a fait affluer manuscrits et érudits grecs, les guerres d'Italie ont fait connaître à la noblesse française un autre mode de vie où art et beauté ont la primauté. Pour les lettrés, l’Italie est la terre du savoir antique et des Muses et l’humanisme se développe durant cette période : humanitas désigne en latin la culture qui s'oppose à l’enseignement sclérosé des Universités médiévales. La méthode d’autorité, le latin d’école, la logique formelle, la prédominance des commentaires, la scolastique, tout participe à la routine de la formation intellectuelle. Une conviction nouvelle voit le jour, s’inspirant à la fois de l’Antiquité gréco-latine et des valeurs chrétiennes : la dignité de l’homme réside dans ses capacités à cultiver la raison pour comprendre le monde et se comprendre. Par ailleurs l’érudition commence avec des linguistes, des philologues : Guillaume Fichet, Étienne Dolet, Jacques Lefèvre d'Étaples, Guillaume Budé et se poursuit avec des groupes enthousiastes formés de gens de robe, de moines (François Rabelais) ou d’officiers de la couronne. Joachim du Bellay, la famille Estienne, ou Étienne Pasquier auront à cœur de valoriser la langue « vulgaire ». Château de Chambord.

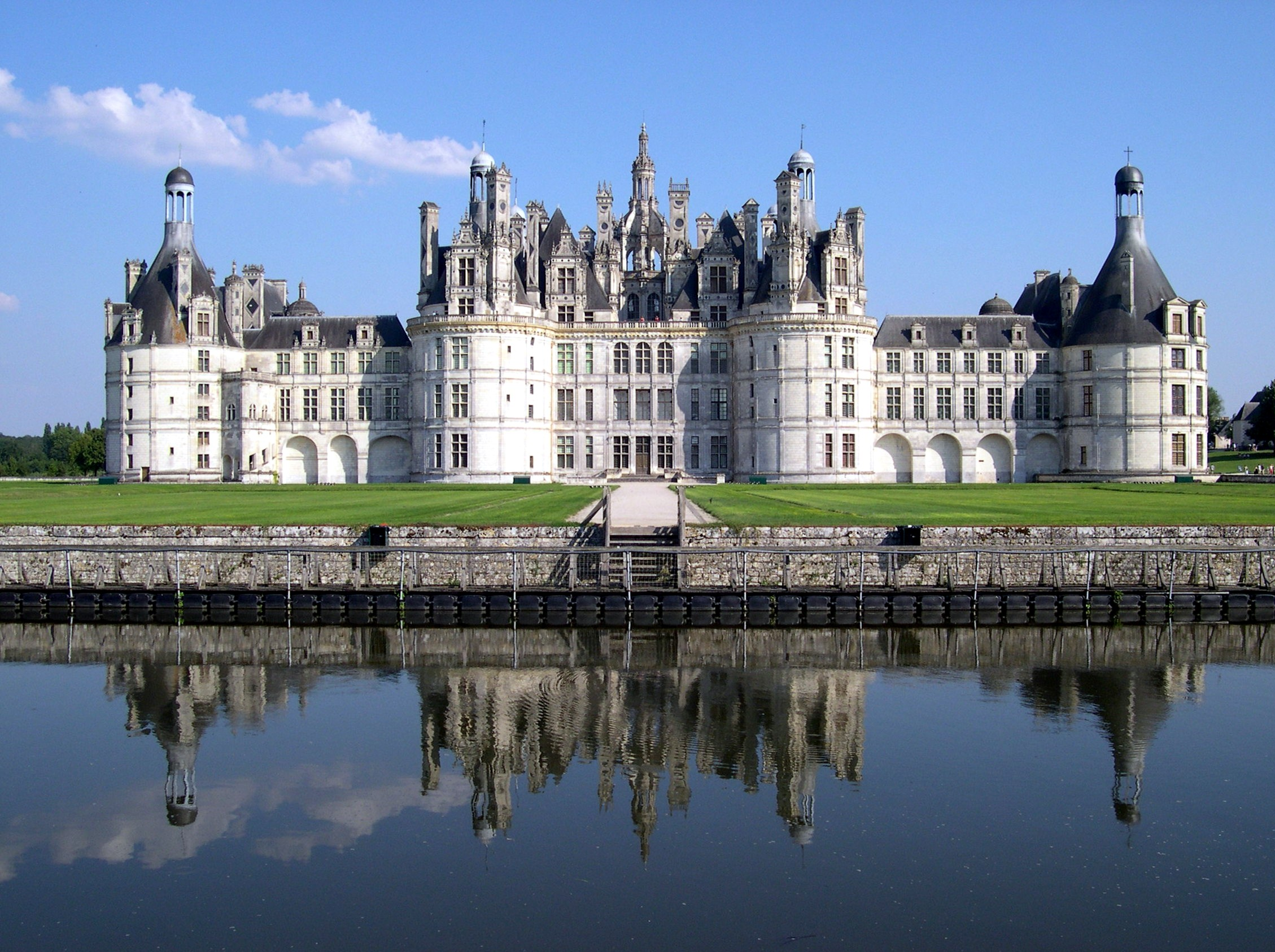
Château de Chambord.

- Au XVIe siècle, la France se construit autour du pouvoir royal qui œuvre à unifier la langue française avec le rôle déterminant joué par François Ier. Sa protection des savants, des écrivains et des artistes lui vaudra le titre de Père des Lettres. L’institution de la Bibliothèque Royale, la fondation en 1530 du Collège des lecteurs royaux (actuel Collège de France), 1530 pour le grec et l'hébreu, 1534 pour le latin permet de contrecarrer l’influence conservatrice de la Sorbonne[1].

La naissance de Vénus par Botticelli.

- Le même esprit anime l’art de la Renaissance artistique qui s’inspire de la culture italienne. François Ier invite les artistes italiens : Léonard de Vinci, Benvenuto Cellini, Le Primatice. Si les thèmes religieux restent très importants, ils laissent une place grandissante aux sujets profanes et civils : ainsi la sculpture de Jean Goujon est-elle un hymne à la gloire du corps humain. Jean et François Clouet créent une école française du portrait. Bernard Palissy donne ses lettres de gloire à la céramique. Pour la musique, on retiendra Roland de Lassus et Clément Janequin. En même temps les châteaux s’inspirent de l’Italie (architecture de plaisance, matériaux, clarté, élégance) et une vie de cour commence à s'élaborer.Le Massacre de la saint Barthélémy d'après François Dubois.

Le Massacre de la saint Barthélémy d'après François Dubois.

- Enfin les bouleversements religieux au sein de la chrétienté sont fondamentaux : dans un premier temps Humanisme et Réforme ont partie liée par le retour au texte, la réflexion critique et le libre examen.

Les traductions de la Bible en français se multiplient.
Les questions théologiques seront désormais traitées en français. Les oppositions idéologiques entre catholiques et protestants conduiront à des oppositions armées dans un climat de guerre civile avec des implications de politique étrangère. Ainsi les guerres de religion (1562-1598) ternissent la fin du siècle en France et mettent à mal l’optimisme du « Premier XVIe siècle », marqué des découvertes techniques, scientifiques et géographiques déterminantes. L’affirmation des puissances européennes et de leurs dynasties royales s’accentue et l’Histoire des Temps Modernes s’ouvre dans l’affrontement.

## Les différents genres
La littérature du XVIe siècle regroupe trois courants principaux : la littérature humaniste, la littérature courtoise et la littérature engagée.

### Contes et nouvelles
Les contes continuent la tradition médiévale en traitant des problèmes de la morale, de la religion, du savoir. Ils sont pour la plupart amusants et gardent le caractère oral des fabliaux et des farces. En général, ils représentent des récits invraisemblables. Les personnages sont choisis dans diverses couches de la société. S’il y a des pointes satiriques, elles sont adressées aux moines et aux curés, aux gens de la justice, aux femmes bavardes et inconstantes. On peut citer dans la fibre satirique, les œuvres de Noël du Fail dont les étonnants Propos rustiques (1547) mettent en scène quatre vieux paysans évoquant les mœurs d’autrefois.
Les nouvelles sont introduites en France grâce à l’imitation de Boccace. Il s’agit de récits généralement brefs, de construction dramatique, avec des personnages peu nombreux. Au XVIe la nouvelle française est liée au nom de Marguerite de Navarre (1492-1549), sœur de François Ier. Dans son Heptaméron elle peint des situations simples et contemporaines et marque le début de l’étude psychologique en littérature. L’intrigue est toujours amoureuse, les personnages sont pris du réel.

#### Liste partielle des publications
- Anonyme : Cent nouvelles nouvelles (1462) ;
- Philippe de Vigneulles (1471-1528), Nouvelles (c.1515) (la plupart sont perdues) ;
- Anonyme : Le Paragon des nouvelles honnestes et délectables (1531) ;
- Nicolas de Troyes (1510c-1570c), Le grand paragon des nouvelles nouvelles (1533-37) ;
- Bonaventure Des Périers (1510c-1544c), Cymbalum Mundi (1537), Les Nouvelles Récréations (1558) ;
- Marguerite de Navarre (1492-1549) : L'Heptaméron (1545) ;
- Giovanni Boccaccio  (1313-1375) dit Boccace, Décaméron - Antoine Le Maçon, traducteur (1545) ;
- Noël du Fail (1520c-1591), Propos rustiques de maistre Léon Ladulfi (1547), Les Baliverneries ou contes nouveaux d’Eutrapel (1548) ;
- La Motte-Roullant[3] : Les fascetieux devitz des cent nouvelles nouvelles, tres recreatives et fort exemplaires...  (1549) - (109 récits repris des Cent nouvelles nouvelles) ;
- Bonaventure des Périers : Les Nouvelles récréations et Joyeux devis (90 récits) (1558) ;
- Pierre Boaistuau, ed. : Histoires des Amans fortunez (1558) - version écourtée de L'Heptaméron : (67 récits sans les dialogues entre les récits), Histoires tragiques extraictes des œuvres italiennes de Bandel.... (1559), traduction de Bandello ;
- François de Belleforest : Continuation des histoires tragiques, contenant douze histoires tirées de Bandel.... (1559) - traduction de Bandello ;
- Pierre Viret (1510/1510-1571), Le Monde à l'empire (date?), pamphlet satirique, Le Monde démoniacle (1561), pamphlet satirique ;
- François de Belleforest (1530c-1583) et Pierre Boaistuau (1517-1566) : Histoires tragiques, en 7 volumes, suite personnelle de la traduction de Bandello ;
- Jacques Tahureau (1527-1555), Les dialogues, Non moins profitables que facetieux (1565) ;
- Henri Estienne (1528c-1598), Apologie pour Hérodote (1566) (dont 180 récits) ;
- Jean Bergier (1530/1540-1591), Discours modernes et facecieux (1572) (13 récits) ;
- Jacques Yver (1548-171), Le Printemps d’Yver, contenant plusieurs histories discourues en cinq journées (1572) ;
- Duroc Sort-Manne (?-?), pseudonyme de Romannet Du Cros, Nouveaux recits ou comptes moralisez (1573) ;
- Jeanne Flore (1520c-1600c), Comptes amoureux (1574) (7 récits) ;
- Antoine Tyron (1510/1520-1580/1590), Recueil de plusieurs plaisantes nouvelles, apaphthegmes et recreations diverses (Anvers, 1578)[4] ;
- Bénigne Poissenot (1558-?), L’été (1583)', 'Nouvelles histoires tragiques (1586) ; ;
- Gabriel Chappuys (1546c-1613), Cent excellentes nouvelles (1583), traduction des Hecatommithi de l'Italien ; Les Facétieuses Journées (1584), traduction de récits italiens ;
- Giovanni Battista Giraldi Cintio (1504-1574) ;
- Antoine du Verdier (1544-1600), Le compseutique ou Traits facétieux (1584), (la plupart perdus) ;
- Guillaume Bouchet (1513c-1594), Les sérées (1584, 97, 98) ;
- Noël du Fail (1520c-1685), Les contes et discours d'Eutrapel (1585) ;
- Nicolas de Cholières (1540c-1623) : Les matinées (1585), Les après-dînées (1587) ;
- Vérité Habanc (?-?), Nouvelles histoires tant tragiques que comiques (1585)[5] ;
- Étienne Tabourot  (1567-1590) dit Tabourot des Accords, Les Bigarrures (1572), Apophtegmes du Sieur Gaulard (1585), Les Escraignes dijonnaises (1588).

### Roman

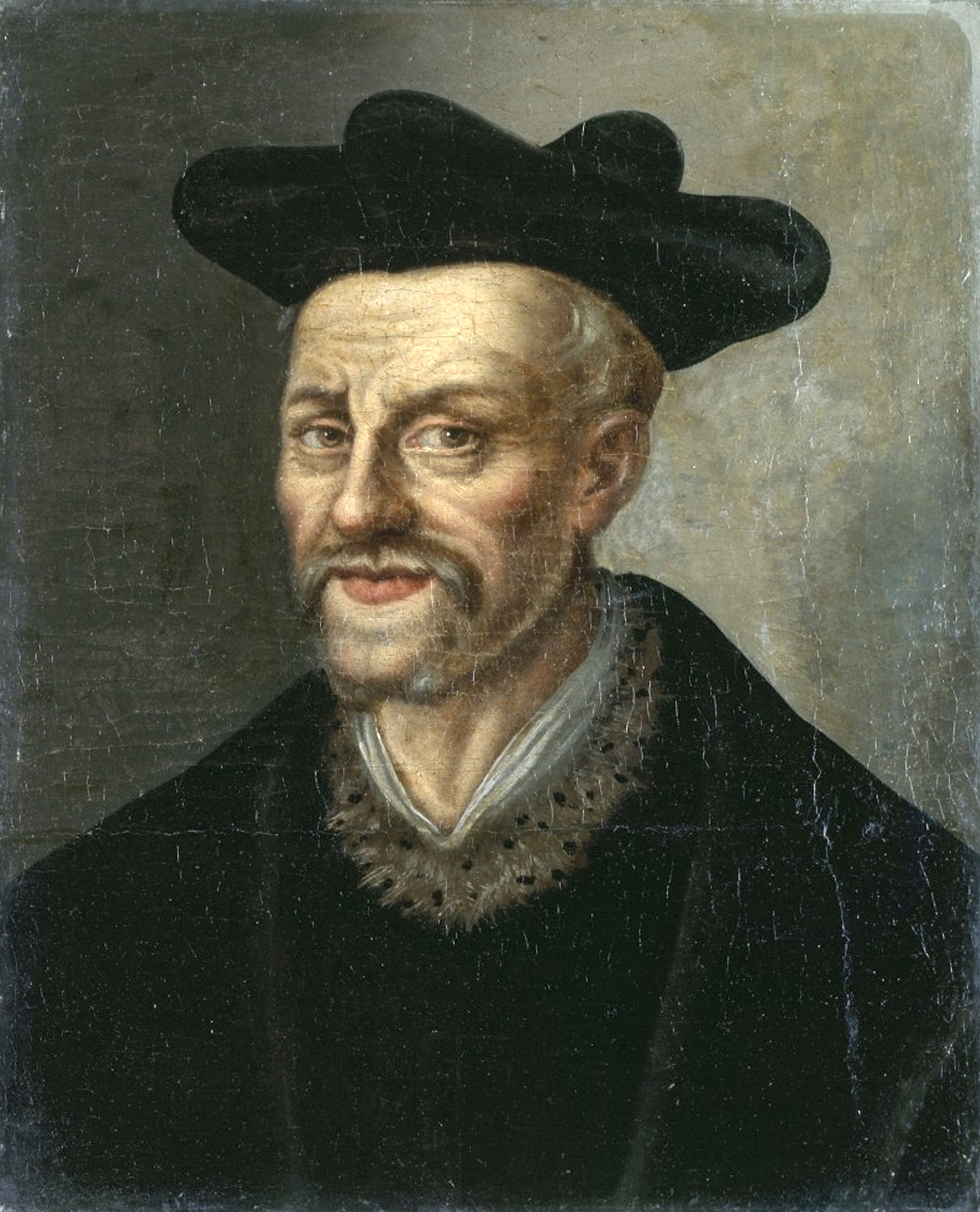
Portrait anonyme de François Rabelais.

Si le roman d’aventures continue à avoir le plus de succès, c’est l’œuvre de François Rabelais (1483-1553), à la fois homme d’Église et médecin, qui domine le siècle par sa truculence et son humanisme optimiste. Cette œuvre porte en elle toute la complexité du genre romanesque et, ce qui est plus important, de la réflexion humaniste de l’époque. C’est le roman de François Rabelais (1483-1553) Gargantua et Pantagruel. Dans cinq livres publiés de 1532 à 1564, Rabelais, nourri de ses lectures et de ses souvenirs, reprend les légendes d’une famille de géants et, à travers les aventures de ses personnages Gargantua et Pantagruel, père et fils, exprime ses idées humanistes sur le bonheur, la guerre, l’Église, l’éducation, la politique d’un roi, l’ordre social. Son idée maîtresse est la foi enthousiaste dans la raison et les possibilités humaines. Ses personnages principaux ont l’esprit large, l’âme magnanime, le bon sens, l’avidité du savoir, l’amour de l’action, la haine du fanatisme religieux et politique, la volonté de chercher la vérité sans arrêt. Ce sont, en effet, les traits de l’Homme de la Renaissance. L’idée de l’homme fidèle à sa nature, qui reste lui-même, sans masque, trouve son incarnation dans le personnage de Pantagruel et s’exprime aujourd’hui par la notion de « pantagruélisme ».
Les cinq livres de Rabelais constituent une œuvre continue, comportant des «genres» différents : légendes antiques parodiées, récits épiques, scènes de lamentation ou de la comédie, dialogues, enquêtes. Rabelais se sert de l’allégorie, du grotesque, de la caricature, de la bouffonnade, de tous les moyens traditionnels médiévaux, pour revêtir le fond humaniste de son œuvre. L’unité est assurée par sa langue prodigieuse, extrêmement riche, abondante. On dit souvent que le vrai géant de l’œuvre, c’est la parole. Une autre caractéristique importante en est le rire : tout est dit dans le rire et par le rire, ce qui, d’après Rabelais est le propre de l’homme.

#### Liste des principauxromansdu siècle (en France)
- Jean Lemaire de Belges : Les Illustrations de Gaule (1510) ;
- Traduction de Diego de San Pedro : La Prison d’Amour laquelle traite l’amour de Leriano et Laureole (13 éditions en 1526–1604) ;
- Traduction de Juan de Flores : Le Judgement d’Amour or Histoire d’Aurelio et d’Isabelle (1530) ;
- François Rabelais : Pantagruel (1532) ;
- Traduction de Boccace : Complainte des tristes amours de Fiammette (1532) ;
- François Rabelais : Gargantua (1534) ;
- trad. Juan de Flores : La Déplourable fin de Flamète (traduction par Maurice Scève, 1535) ;
- trad. Baldassare Castiglione : Le Courtesan (1535) ;
- Hélisenne de Crenne (Marguerite de Briet) : Les Angoysses douloureuses qui procedent d'amours (1538) ;
- trad. Diego de San Pedro : Les Amours d’Arnalte et de Lucenda or L’amant mal traicté de s’amye (14 éditions pour la période 1539–1582) ;
- trad. Garci Rodríguez de Montalvo : Amadis de Gaule (première traduction de Nicolas Herberay des Essarts, à partir de 1540 ;
- trad. Jacopo Sannazaro : Arcadia (1544) ;
- trad. Ariosto : Roland furieux (traduction en prose, 1544) ;
- François Rabelais : Le tiers livre (1546) ;
- trad. : Songe de Poliphile (avec gravures de Jean Goujon, 1546) ;
- trad. L’histoire de Palmerin d’Olive (traduit par Jean Maugin, 1546) ;
- trad. Heliodorus d'Emèse L’histoire aethiopique (traduite par Jacques Amyot, 1547) ;
- François Rabelais : Le quart livre (1552) ;
- Théodose Valentinian : L’Histoire de l’amant ressuscité par la mort d’amour (partiellement inspiré de Diego de San Pedro, 1555) ;
- trad. Longus : Les Amours pastorales de Daphnis et de Chloé (traduit par Jacques Amyot, 1559) ;
- François Rabelais (attribué à) : Le cinquième livre (1564) ;
- trad. Achille Tatius : Les Amours de Clitophon et de Leucippe (traduit par François de Belleforest, 1568) ;
- François de Belleforest : La Pyrénées (ou La Pastorale amoureuse) (1571) ;
- trad. Jorge de Montemayor : La Diane (1578) ;
- Nicolas de Montreux : Les Bergeries de Juliette (1585–98) ;
- trad. Tasso : Jérusalem délivrée (traduction en prose, 1587) ;
- François Béroalde de Verville : Les Avantures de Floride (1593–1596) ;
- Nicolas de Montreux : Les chastes et delectables Jardins d’Amour (1594) ;
- Nicolas de Montreux : L’Œuvre de la Chasteté (1595-9) ;
- (Anonyme) : La Mariane du Filomene (1596) ;
- (Anonyme) : Les chastes amours d’Helene de Marthe (1597) ;
- Nicolas de Montreux : Les Amours de Cleandre et Domiphille (1597) ;
- François Béroalde de Verville : Le Restablissement de Troye (1597).

### Essais

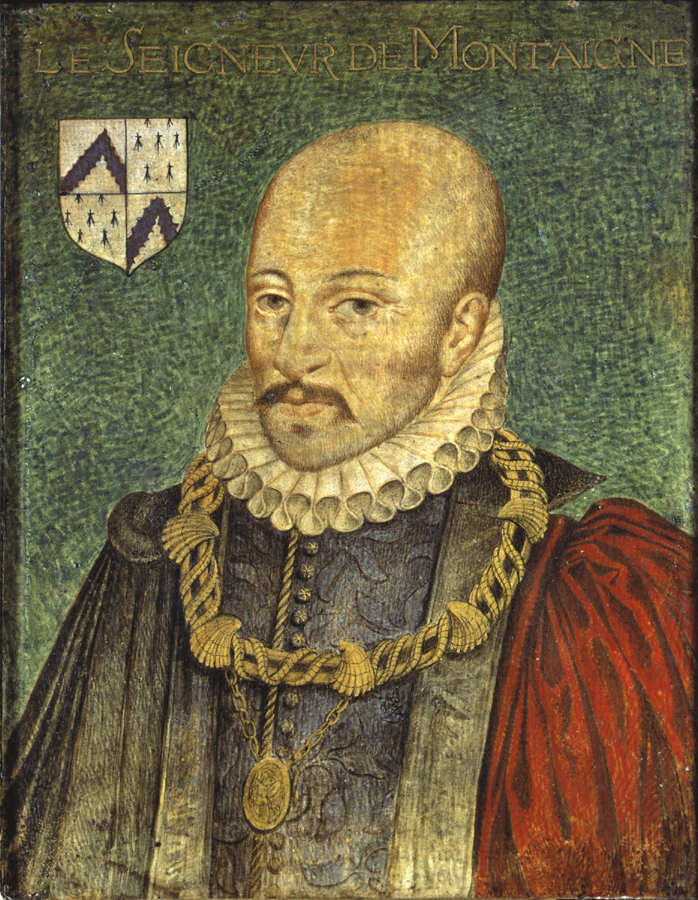
Portrait anonyme de Michel de Montaigne.

Ce titre créé par Montaigne (1533-1592) est sans précédent dans la littérature française. Les Essais paraissent en trois éditions qui sont tour à tour inspirés par la lecture des Anciens. Deux choses attirent l’intérêt : la réflexion générale sur l’homme et le monde et la réflexion sur ce que lui, Montaigne, représente en tant qu’homme. La façon dont il parle de lui sans la moindre gêne, avec une sincérité mêlée de modestie et d’orgueil à la fois, reste unique. Partant de son cas individuel, il s’engage à réfléchir et à donner des jugements sur tout ce qui l’impressionne : la vie et la mort, la vérité et le mensonge de certaines sciences, les possibilités de comprendre le monde, les faiblesses de l’homme et de la religion, l’amitié, l’instruction des enfants, les voyages, les affaires, la politique. Il enseigne l’art de vivre aisément, même avec un certain égoïsme, en prenant la nature pour guide. Son humanisme n'est pas enthousiaste comme celui de Rabelais : il doute de la force humaine et conseille de former le jugement de l’homme pour qu’il puisse mieux organiser sa vie. Quant à ses idées politiques, il est pour l’entière soumission au pouvoir du roi.
Les critiques cherchent dans l’œuvre de Montaigne très riche et très complexe, la sagesse, le stoïcisme, l’épicurisme, le scepticisme. Mais son grand mérite réside d’abord dans l’intelligence et l’habileté avec lesquelles, à travers sa personnalité, il peint l’homme de la deuxième moitié du siècle, et dans sa volonté de trouver une méthode, un art personnel de vivre.

### Poésie

#### La poésie lyrique
La poésie lyrique occupe de loin la première place avec le rôle majeur joué par la Pléiade, un groupe de poètes humanistes qui veulent égaler les auteurs latins en versifiant en français. Il réunit sept personnes : Pierre de Ronsard, Joachim Du Bellay, Jean Dorat (leur professeur de grec), Rémy Belleau (lequel remplaça, en 1554, Jean de La Péruse, décédé), Étienne Jodelle, Pontus de Tyard et Jean-Antoine de Baïf. 

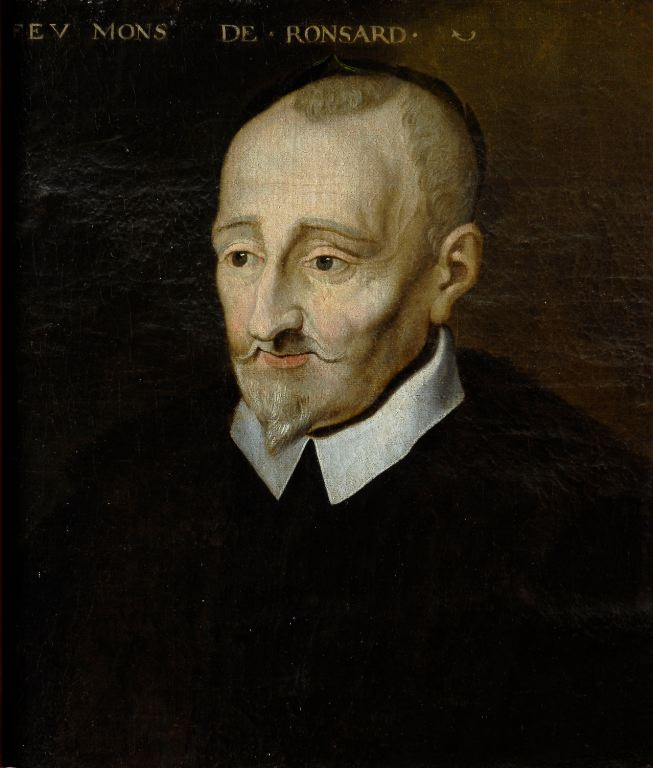
Pierre de Ronsard.

En 1549 un manifeste est publié, Défense et Illustration de la langue française. Il proclame avec enthousiasme les principes esthétiques d’un groupe d’humanistes, la Pléiade. Ils sont nouveaux par rapport au Moyen Âge : enrichissement de la langue poétique nationale par des emprunts aux dialectes ou aux langues antiques et étrangères ou bien par la création de mots nouveaux ; imitation des Anciens et des Italiens ; conception du poète comme un démiurge et de la poésie comme un art sacré. Les humanistes de la Pléiade défendent la poésie du latin et veulent l’illustrer par des genres imités ou empruntés. L’imitation et les emprunts sont conçus à l’époque comme un moyen de dérober les secrets des étrangers pour créer une poésie française infiniment plus belle. 

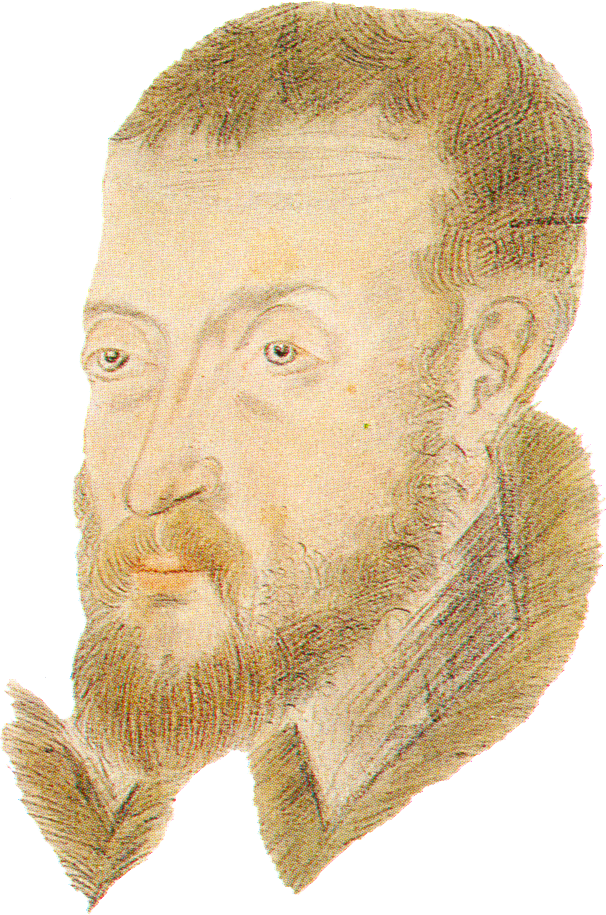
Joachim Du Bellay.

Le chef incontestable de ce groupe est Pierre de Ronsard (1524-1586). Poète de cour, il connaît la gloire de son vivant. Il pratique quatre grandes formes : l’ode, le sonnet, l’hymne, le discours. Ses premières œuvres sont marquées par l’imitation des poètes antiques et italiens, mais son imagination et sa sensibilité prennent le dessus pour les imprégner d’un lyrisme personnel. Il fait l’éloge de la beauté physique et de la perfection morale de quelques personnages féminins, devenus célèbres grâce à la puissance évocatrice de ses images : Cassandre, Marie, Hélène. Recueils lyriques principaux : Odes (1550-1552), les Amours de Cassandre (1552), les Amours de Marie (1555), Sonnets pour Hélène (1578). 
Le poète Joachim Du Bellay (1522-1560), auteur du manifeste Défense et illustration de la langue française (1549), fait preuve d’un lyrisme profond et vrai. Il se traduit à travers quelques thèmes : la force destructrice du temps, la beauté et la gloire du passé, la nostalgie pour son pays et l’admiration de la nature. La sincérité est le trait caractéristique de sa poésie qu’illustrent les Antiquités de Rome et les Regrets (1558).

#### La poésie engagée et philosophique
Moins proche de nous, elle tient cependant une place notable à l’époque. Les prises de position religieuse au milieu des conflits de la seconde moitié du siècle se retrouvent dans des poèmes aux accents graves, à la fois tragiques et épiques comme dans les Hymnes (1555-1556), Discours sur les misères de ce temps (1562), ou la Franciade (1572, inachevée), œuvres de Ronsard le partisan catholique ou les Tragiques du combattant protestant Théodore Agrippa d'Aubigné (1552-1630).

#### Autres poètes
Des poètes moins étudiés de nos jours ont également participé à ce renouveau de l’expression poétique au XVIe siècle, à commencer par Clément Marot (1496-1544) qui s'inspire de la tradition du Moyen Âge avant de développer un art plus personnel, fait de lyrisme et de religiosité. Les poèmes de Maurice Scève (1501?-1564?) et Louise Labé (1524-1566) chantent, quant à eux, les sentiments amoureux avec beaucoup de sensibilité et de maîtrise de l’art poétique.

### Théâtre

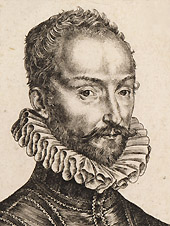
Étienne Jodelle (1532-1573).

Si le début du siècle voit se perpétuer le théâtre religieux du Moyen Âge, la deuxième moitié du siècle est marquée par l’apparition d’un théâtre politique lié aux guerres de religion (par exemple Le Guysien de Simon Bélyard), aujourd’hui oublié. Mais, pour cette période, c’est essentiellement un genre nouveau que l’on nomme souvent (d’un terme maladroit) la tragédie antique qui mérite l’attention.
Ce renouveau littéraire est porté par des auteurs comme Étienne Jodelle qui écrit la première tragédie en langue française et en alexandrins avec Cléopâtre Captive en 1552 ou encore Didon se sacrifiant, avant de connaître disgrâce et misère. Jodelle fait également représenter la première comédie, Eugène (1552) : écrite en vers, la pièce suit des modèles italiens et ses traits amusants viennent de la farce.

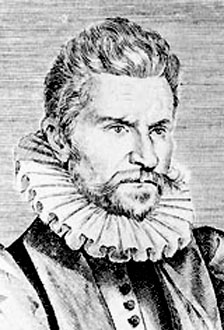
Robert Garnier (1544-1590).

Robert Garnier (1544-1590) laissera lui aussi des œuvres à la manière antique : Hippolyte ou Antigone (1580) et surtout les Juives (1583) dont le sujet vient de l’Antiquité biblique mais dont l’esthétique est bien dans l’esprit d’Aristote. Il inventera également la tragédie à fin heureuse — la tragi-comédie — avec Bradamante en 1582.
D’autres noms méritent d’être cités même si leurs œuvres sont aujourd’hui presque oubliées : Antoine de Montchrestien (1575-1621) ou encore Alexandre Hardy (1572? - 1632?) auteur prolifique dont on peut citer quelques titres évocateurs de leur sujet antique comme Didon ou Lucrèce) ou encore Jean de Mairet (1604-1684). Autant de créateurs qui assurent la transition avec le jeune Pierre Corneille (1606-1686) dont la première tragédie, Médée date de 1635.

### Mémoires

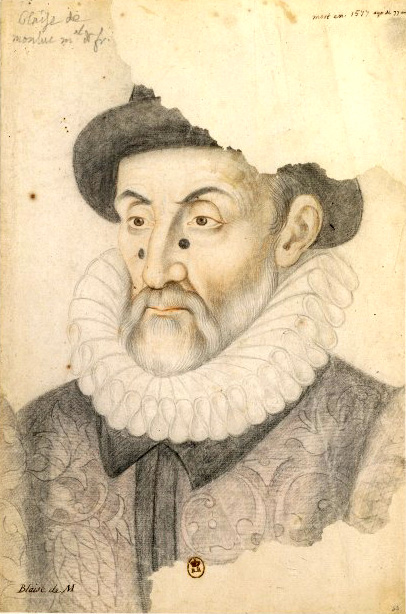
Blaise de Monluc, dessin extrait du recueil Portraits dessinés de la Cour de France.

L’écriture de soi apparaît vraiment au XVIe siècle avec certaines pages de Montaigne, mais elle enrichit aussi le genre traditionnel des récits de vie des grands acteurs de l’Histoire. C’est ainsi que Blaise de Monluc, chef des armées catholiques pendant les guerres de religion, a écrit, avec ses Commentaires, publiés en 1592 après sa mort, des mémoires qui constituent à la fois une mine d’informations pour les historiens et une forme intéressante d’autobiographie.

### Historiographie
- Jacques Amyot : traducteur de Vies des hommes illustres (Plutarque, 1559) ;
- Blaise de Monluc : Commentaires (1592, posthume) ;
- André Thevet : Singularités de la France antarctique (1557) ;
- Jean de Léry : Histoire d'un voyage fait en la terre du Brésil (1578);
- Étienne Pasquier : Recherches de la France (1560-1621) ;
- Pierre de Bourdeille, dit Brantôme.

### Textes à contenu politique explicite
De nombreux textes, satiriques, polémiques, ou analytiques, apparaissent :
- Monarchomaques : les protestants Philippe Duplessis-Mornay, François Hotman, Théodore de Bèze, et le théologien catholique Jean Boucher ;
- Bonaventure Des Périers : Cymbalum mundi (Carillon du monde, 1537), Les Nouvelles Récréations (1558) ;
- Étienne de La Boétie : Contr'un ou Discours de la servitude volontaire (1549) ;
- Henri Estienne : Apologie pour Hérodote (1566) ;
- Jean Bodin : Les Six Livres de la République (1576) ;
- Satire Ménippée (1593-4) : Pierre le Roy, Nicolas Rapin, Jean Passerat, Gilles Durant de la Bergerie, Florent Chrestien, Pierre Pithou ;
- François Béroalde de Verville : Le Moyen de parvenir (1610-1620).

La Réforme et les guerres de religion révèlent de nombreux talents, en littérature militante, dont Michel de L'Hospital, Théodore de Bèze, Pierre de Ronsard, Agrippa d'Aubigné, Johann Fischart, Philippe de Marnix de Sainte-Aldegonde...

## Bilan
Les poètes et les écrivains du XVIe siècle ont renouvelé la littérature française en se référant aux Anciens et aux Italiens et en faisant du français une vraie langue littéraire. Ils ont ainsi par leurs talents et leur diversité créé des œuvres importantes inscrites dans leur temps et fondatrices dans de nombreux genres littéraires mais toujours vivantes.

## Latin
Un grand nombre de textes, dans toute l'Europe, sont écrits en latin ou plutôt en néolatin.
- Catégorie:Poète néolatin (87)
- Catégorie:Écrivain belge de langue latine (64)
- Catégorie:Écrivain français de langue latine (61)
- Catégorie:Écrivain néerlandais de langue latine (2)
- Catégorie:Écrivain de langue latine par période